# Reiner Schürmann
Reiner Schürmann (Ámsterdam, 4 de febrero de 1941 - Nueva York, 20 de agosto de 1993), era un filósofo alemán. Desde 1975 hasta su fallecimiento, fue profesor de la New School for Social Research en Nueva York.

## Biografía
Nace en Ámsterdam en 1941 de padres alemanes. Su infancia y juventud transcurren en Krefeld. A partir de 1960, estudia filosofía en Múnich. Interrumpe sus estudios para establecerse en un Kibutz en Israel. A finales de 1961, entra como novicio en la orden de los dominicos en Francia y estudia, desde 1962 hasta 1969, teología en el Centre d'Études du Saulchoir en Étiolles (Essonne), cerca de Évry. Después sigue los cursos de Heidegger en Friburgo de Brisgovia. Es ordenado sacerdote en 1970 pero abandona la orden de los dominicos en 1975.
Desde principios de los años 1970, vive en Estados Unidos donde es profesor en la Universidad católica de Washington, y después en la Duquesne University en Pittsburgh. En 1975 es admitido como profesor en la New School for Social Research de New York como protegido de Hannah Arendt. Recibe en 1981 un doctorado de Estado en Letras y Ciencias humanas en La Sorbonne.

## Obra
Schürmann redacta toda su obra filosófica y literaria en francés. En su obra destacan tres trabajos filosóficos que merecen ser considerados como sus obras principales : la monografía sobre Maestro Eckhart (1972), El principio de anarquía (1982) y finalmente su interpretación monumental de la historia de la filosofía occidental, Des hégémonies brisées (publicado póstumamente en 1996).
Su única obra literaria, el relato autobiográfico Los Orígenes (1976), fue distinguida en 1977 con el Premio Broquette-Gonin de la Academia francesa. En dicha obra, Schürmann evoca el desasosiego de haber nacido durante la Segunda Guerra Mundial : "demasiado tarde para ver la guerra, demasiado pronto para olvidarla".

### En francés
- Maître Eckhart et la joie errante, París, 1972 ISBN 2743614463
- Les Origines, París, Fayard, 1976 ISBN 2213003777
- Le principe d'anarchie : Heidegger et la question de l'agir, (agotado), París, Seuil, 1982 ISBN 2020062496
- Le principe d'anarchie : Heidegger et la question de l'agir, (edición revisada y corregida), Bienne-Paris, diaphanes, 2013 ISBN 978-2-88928-004-9
- Des hégémonies brisées, Mauvezin, Trans Europ Repress, 1996 ISBN 290567038X

- Datos: Q86884
- Multimedia: Reiner Schürmann / Q86884